# 野中ともよ
野中 ともよ（のなか ともよ、1954年6月18日 - ）は、日本のテレビキャスター、ジャーナリスト、実業家。元三洋電機代表取締役（CEO）。そのルックス（えくぼ）から「ペコちゃん」と呼ばれたことがある。NPO法人ガイア･イニシアティブほか市民活動を率いている。

## 概要
東京都出身。東京都立富士高等学校を経て、上智大学文学部新聞学科を卒業後、アメリカ合衆国のミズーリ大学コロンビア校大学院に留学。1994年、上智大学大学院文学研究科博士前期課程修了。
1979年からNHK総合テレビの報道、スポーツニュース番組でキャスターに就任。主な番組は、「海外ウィークリー」、「スポーツとニュース」、星野仙一、大塚範一と始めた「サンデースポーツスペシャル」の初代キャスター。民放では1992年から1996年にテレビ東京・「ワールドビジネスサテライト」のメインキャスター。
また、ジャーナリストとしての活動のほか、各種社会団体の委員、アサヒビール、ニッポン放送等企業の社外取締役や日興フィナンシャル・インテリジェンス理事長、NTTドコモ、日興コーディアル証券、三井不動産、住友商事、日本ユニシス、三洋電機等、多数の企業の役員や経営アドバイザーなどとして活躍してきた。
政府審議会委員を歴任し、政府への発言は財政制度審議会（財務省）、中央教育審議会（文部科学省）、法制審議会（法務省）、科学技術学術審議会（文部科学省）、科学技術庁顧問などで寄せている。
2021年現在は、2007年8月に立ちあげた特定非営利活動法人ガイア･イニシアティブ代表として地球環境・エネルギー問題と地域活性化に取り組む。
公益財団法人日本生産性本部「日本経営品質賞」委員会委員。"Club of Rome"（ローマクラブ）正会員、中部大学客員教授、至学館大学客員教授として教壇に立つ。主な賞は全国日本学士会より2018年度アカデミア賞「社会部門」賞を授かる。 
著書に『私たち“地球人”』（集英社）、『心をつなぐ生き方』（サンマーク出版）など、監修・翻訳書として『Come On! 目を覚まそう! - ローマクラブ「成長の限界」から半世紀、環境危機を迎えた「人新世」をどう生きるか? 』など。 

## 経歴
| 年表                                     | 経歴 |
| ---------------------------------------- | --- |
| 1977年3月                                | 上智大学文学部新聞学科を卒業、米国ミズーリ･コロンビア大学大学院に留学しフォトジャーナリズムを専攻                               |
| 帰国後                                   | フリージャーナリストとして活動し、マガジンハウス出版『クロワッサン』『エル･ジャポン』『ブルータス』等の雑誌にて写真や執筆を担当 |
| 1979年                                   | 放送界に転身 |
| 時期不明 - 1984年3月                     | 日本放送協会『600こちら情報部』リポーター                                                                                       |
| 1981年                                   | イギリス皇太子成婚の放送での現地メインキャスター                                                                                |
| 1982年4月 - 1985年3月                    | 日本放送協会『海外ウィークリー』キャスター                                                                                      |
| 1985年4月 - 1986年3月                    | 日本放送協会『サンデースポーツスペシャル』司会                                                                                  |
| 1986年4月 - 1987年3月                    | 日本放送協会『スポーツとニュース』平日担当キャスター                                                                            |
| 1986年                                   | アジア競技大会（ソウル）現地メインキャスター                                                                                    |
| 1988年                                   | ソウルオリンピック現地メインキャスター（開・閉会式中継を含む）                                                                  |
| 1992年10月                               | テレビ東京系列『ワールド･ビジネスサテライト』メインキャスターの座に就き、1996年9月まで務める                                    |
| 『ワールドビジネスサテライト』担当期間中 | 休学していた上智大学大学院文学研究科博士前期課程を1994年に修了                                                                  |
| 1999年3月                                | NHK衛星第2放送ではロサンゼルスから『米国アカデミー賞授賞式』を現地メインキャスターとしてレポート                                |
| 1999年5月                                | 国際連合本部にてシンポジウム "World Press Freedom Day" が開かれると、日本代表のジャーナリストとして参加している                 |

### 2000年以降
2001年4月から2005年3月まで、日興フィナンシャル・インテリジェンス株式会社理事長。アサヒビール株式会社の取締役を2002年3月から2007年3月まで務める。三洋電機株式会社では2002年6月に取締役に就任し、2005年6月より2007年3月まで代表取締役会長の座にあった。この時期にはニッポン放送取締役にも任ぜられる（2004年6月 - 2005年3月）。
2002年、三洋電機の社外取締役に就任。会長就任直後、「Think GAIA」という環境コーポレートビジョンを掲げ、三洋電機の主要ビジネスの改革に着手、コンシューマー向けではeneloop（エネループ）ブランドやAQUA（アクア）などをビジョンに基づき当時強力に推進した。2007年2月経営改革半ばで、会長就任以前の2004年度決算の不適切処理が指摘され、第三者委員会の早期設置を主張するも主要株主の金融機関から強い反対を受け、経営の意見対立が激化。2007年3月19日付で三洋電機代表取締役会長を辞任する。
2017年6月よりリゾートトラスト株式会社にて取締役、2018年6月には自然電力株式会社のアドバイザリーボードメンバーに招かれ、現業から範囲を広げている。

### 市民組織の活動
地球環境問題解決を三洋電機という一企業を通じてというのではなく、幅広いステークホルダー（企業、市民、政府、NPO）によびかけ、より大きな貢献を実現するため「GAIA INITIATIVE（ガイア･イニシアティブ）」というNPOを2007年に立上げ、翌2008年5月には元国連IPCC議長のラジェンドラ・パチャウリが代表を務めるインド「Teri」との協力を始め、同国の農村地帯へ太陽光発電ランタンを普及する『ソーラーランタン・プロジェクト』を開始。同8月より代表理事に就く。
さらに、地球のためになにか一つできることをしようという「+1運動」を提唱し、より多くの人達が参加する活動を推進している。その一環に疲弊した森林をよみがえらせるプロジェクトを始め、どんぐりの発芽苗を賛同者に預けて育ててもらう活動を進めており、明治神宮の森を会場に「アースデイ いのちの森」を主催、2021年時点も実行委員長を務める。またNPO法人ポイントグリーンには理事として参画。
世界賢人会議のブダペストクラブに招かれ2010年より名誉会員として参加、"Club of Rome"（ローマクラブ）の正会員であり、2017年から2020年までエグゼクティブ・コミティメンバーを委嘱される。

### 教職
1987年、中京女子大学（現・至学館大学）客員教授（コミュニケーション論）に招かれ、現任。2018年10月より中部大学 客員教授。

## 社会的活動
- 産業総合研究所　経営諮問委員[13]
- 文部科学省中央教育審議会
  - 臨時委員（第1期[14]・2003年）
  - 委員（第2期[15]～第3期[16]）
- 宇宙航空研究開発機構（JAXA）経営諮問委員（2008年6月 - [17]）
- 海洋環境創生機構（2010年）

### NPO
- 金融知力普及協会　代表（2002年–[18][19]）
- 公益財団法人日本生産性本部　「日本経営品質賞」委員会委員（2005年 - ）
- 一般社団法人ワールドシフト・ネットワーク・ジャパン　理事（2010年4月 - ）
- 空飛ぶ捜索医療団ARROWS 代表幹事（2019年12月 - [20]）

## 主な受賞歴
- 2001年 経済界大賞「フラワー賞」
- 2018年 全国日本学士会「2018年度アカデミア賞社会部門」賞（2019年2月）[21]

## 主な著作

### 単著
- 「アジア大会で思ったこと」『知識』第61号、彩文社 (編)、1987年1月、120-127頁、ISSN 0388-5941。
- 『私たち「地球人」』集英社、1992年。ISBN 978-4087801637
- 『ガンバレ、自分!―もっと自分を持って生きてみよう』三笠書房、1996年。ISBN 978-4837916512
- 「「日興リサーチセンター」理事長に就任する「私の真意」」『経済界』第36巻第9号、2001年5月、154-155頁、NAID 40000847270。
- 『心をつなぐ生き方』サンマーク出版、2004年。ISBN 978-4763194916
- 『手ごたえのある女 (わたし) の人生が始まる本―"夢中になれる何か"がある女(ひと)はラッキーです!』三笠書房〈知的生きかた文庫―わたしの時間シリーズ〉、2005年。ISBN 978-4837974970

### 共著
- 野中ともよ (他)「日本の新聞にみるアジア報道 (計量分析)」『総合ジャーナリズム研究』第16巻第4号、東京社、東京、1979年10月、70-77頁。
- 中村徹「ワールド・ネットワーク —国際協力の日--世界を結ぶ運輸経済協力〈特集〉」『トランスポート』第38巻第10号、運輸振興協会、1988年10月、12-16頁、ISSN 1342-520X、NAID 40002755590。
- 加瀬文惠、佐藤正忠「KEIZAIKAI SPECIAL TALK 加瀬文惠 (なつめ、加瀬グループオーナー) VS. 野中ともよ (ジャーナリスト) -- さあ、いい男を語りましょう」『経済界』第37巻第9号、2002年5月、146-149頁、NAID 40000847697。
- 佐藤尊徳「表紙の人インタビュー：野中ともよ(三洋電機会長) 私は社員の《変わらなければ》という気持ちをまとめるコンダクターです」『経済界』第41巻第9号、2006年5月、46-51頁、NAID 40007196594。
- パチャウリ, ラジェンドラ、佐藤尊徳「特別対談 野中ともよ（ガイア・イニシアティブ代表）vs.ラジェンドラ・パチャウリ（IPCC議長、TERI所長）：持続可能な社会を実現するために、今できること」『経済界』第43巻第14号、2008年7月、19-22頁、NAID 40016114246。
- 鈴木達郎 (共著)『8歳からのお給料袋』幻冬舎、2010年。ISBN 978-4344018792
- 「第７章　時代が変わる時には『アホ力』が必要です」『原発、いのち、日本人』0673B、集英社〈集英社新書〉、2013年。 NCID BB11351733。 NPOガイア・イニシアティブ代表名義
- 「未来の東京、あなたならどうする?」『創発する都市東京 : カルチュラル・ハブがつくる東京の未来』都市出版、2017年。 NCID BB23542364。
- 野中ともよ他『環境共生の歩み―四日市公害からの再生・地球環境問題・ＳＤＧｓ』明石書店、2019年10月10日。ISBN 9784750349039。

### 翻訳
- リヴ・ウルマン『チェンジング：リブ・ウルマン自伝』徳間書店、1990年。ISBN 978-4195544211。
- ロバート・ブライ『アイアン・ジョンの魂』集英社、1996年。ISBN 978-4087732481。[22]
- ドリス・ドラッカー『あなたにめぐり逢うまで ドラッカー博士を支えた妻の物語』清流出版、1997年。ISBN 978-4916028358。
- エバン・インバー=ブラック『ひとりでは重すぎる「秘密」 大切な人を傷つけない打ち明け方』講談社、1999年。ISBN 978-4062097505。
- ロバート・ブライ『グリム童話の正しい読み方 「鉄のハンス」が教える生き方の処方箋』〈集英社文庫〉1999年。ISBN 978-4087603620。
- ケイト・ホワイト『「したたかな女」でいいじゃない! 女性が最高の人生を手に入れるための9つの秘訣』野中 (監訳) ; 露久保由美子 (訳) ; PHPエディターズ・グループ (編)、PHP、2001年。ISBN 978-4569617718

### 監訳
- エルンスト・フォン・ワイツゼッカー、アンダース・ワイクマン（編著）『「ローマクラブ『成長の限界』から半世紀『Come On！目を覚まそう！環境危機を迎えた「人新世」をどう生きるか？』」』林良嗣・野中ともよ (監訳) ; 中村秀規 (訳者代表) ; 森杉雅史・柴原尚希・吉村皓一 (訳)、明石書店、2019年。ISBN 978-4-7503-4932-9。